# Gesamtanlage Ladenburg

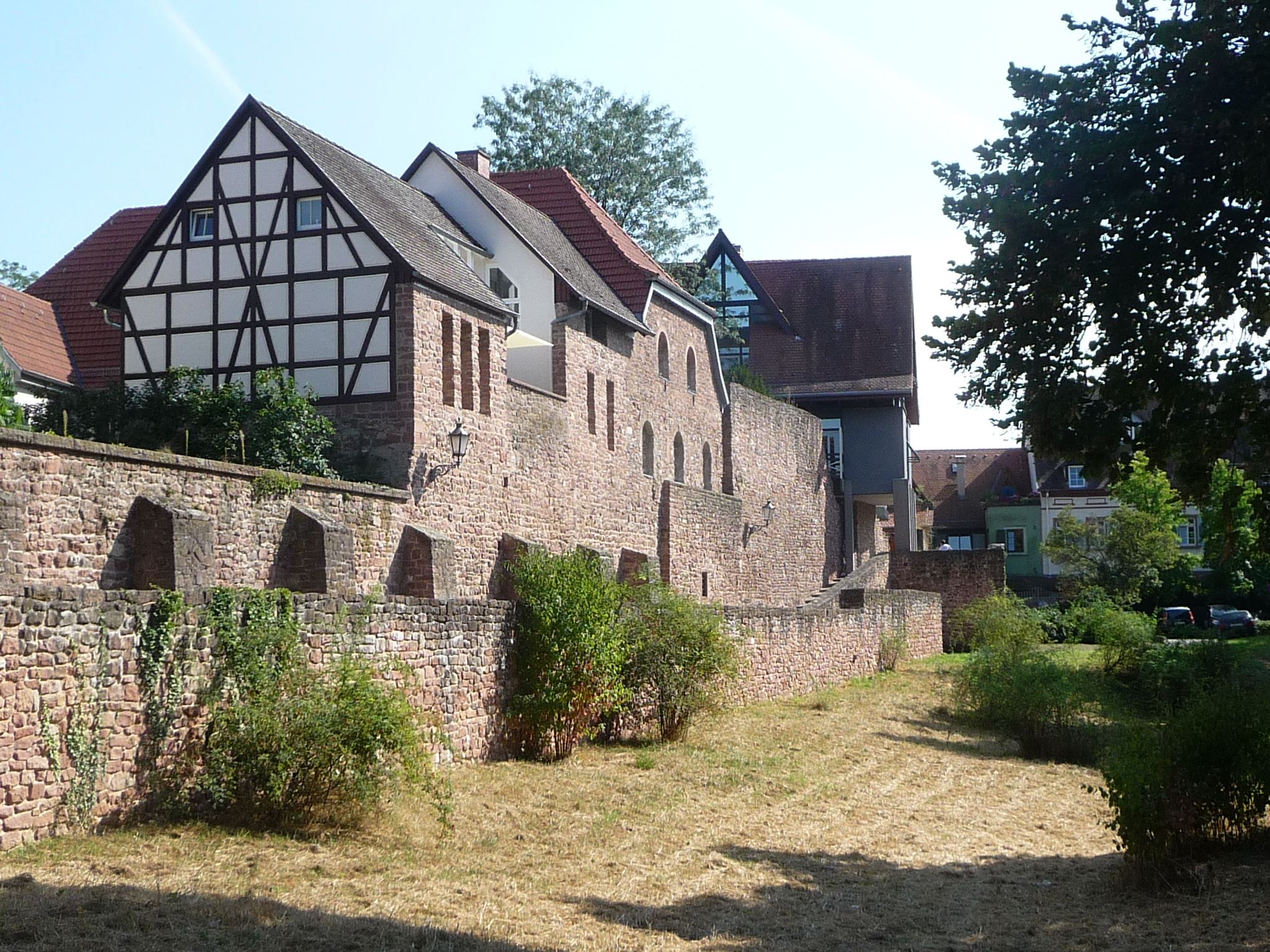
Stadtmauer in Ladenburg

Die Gesamtanlage Ladenburg ist ein denkmalgeschütztes Ensemble in Ladenburg im Rhein-Neckar-Kreis in Baden-Württemberg. Geschützt ist seit 1983 der weitgehend bewahrte mittelalterliche Stadtgrundriss.

## Allgemeines
Gesamtanlagen schützen gemäß § 19 Denkmalschutzgesetz Baden-Württemberg Straßen-, Platz- und Ortsbilder, an deren Erhaltung aus wissenschaftlichen, künstlerischen oder heimatgeschichtlichen Gründen ein besonderes öffentliches Interesse besteht. Geschützt ist das überlieferte Erscheinungsbild der Gesamtanlage mit seinen Bestandteilen und Merkmalen. Neben Bauwerken zählen dazu auch Straßen- und Platzräume oder Grün- und Freiflächen. Schützenswert können außerdem die topographische Lage, der Ortsgrundriss oder eine Stadtsilhouette sein. Der Gesamtanlagenschutz umfasst bei Gebäuden nur die von außen sichtbaren Teile; bei Kulturdenkmalen innerhalb der Gesamtanlage, die zusätzlich nach anderen Bestimmungen des Gesetzes geschützt sind, ist darüber hinaus auch das Innere Gegenstand des Denkmalschutzes.

## Beschreibung
Ladenburg bietet mit seinem vielfach in das 15. bis 19. Jahrhundert zurück reichenden historischen Gebäudebestand bis heute das Bild einer Nebenresidenz der Wormser Bischöfe, die sich im 18. Jahrhundert zu einer kleinen pfälzischen Ackerbürgerstadt wandelte. Noch immer bestimmen die Türme der beiden Pfarrkirchen, der Hexenturm und das Martinstor, die Silhouette der Stadt. Ihre innere Struktur ist geprägt vom Nebeneinander von stattlichen Gast- und Bürgerhäusern, die sich an der zentralen Achse der sich zum Marktplatz aufweitenden Hauptstraße reihen, von großen kirchlichen bzw. bischöflichen Bauten im Süden der Stadt, von repräsentativen Adelshöfen der Wormser Ministerialen vor allem im Norden und Osten sowie der dazwischen immer wieder zu findenden schlichteren, kleinteiligeren Behausungen der Handwerker und Ackerbürger. Im Zweiten Weltkrieg unzerstört und seit den 1970er Jahren schonend saniert, hat sich Ladenburg das geschlossene, von Neubauten weitgehend unbeeinträchtigte Stadtbild bis heute erhalten können.
Teile der Gesamtanlage Ladenburg:

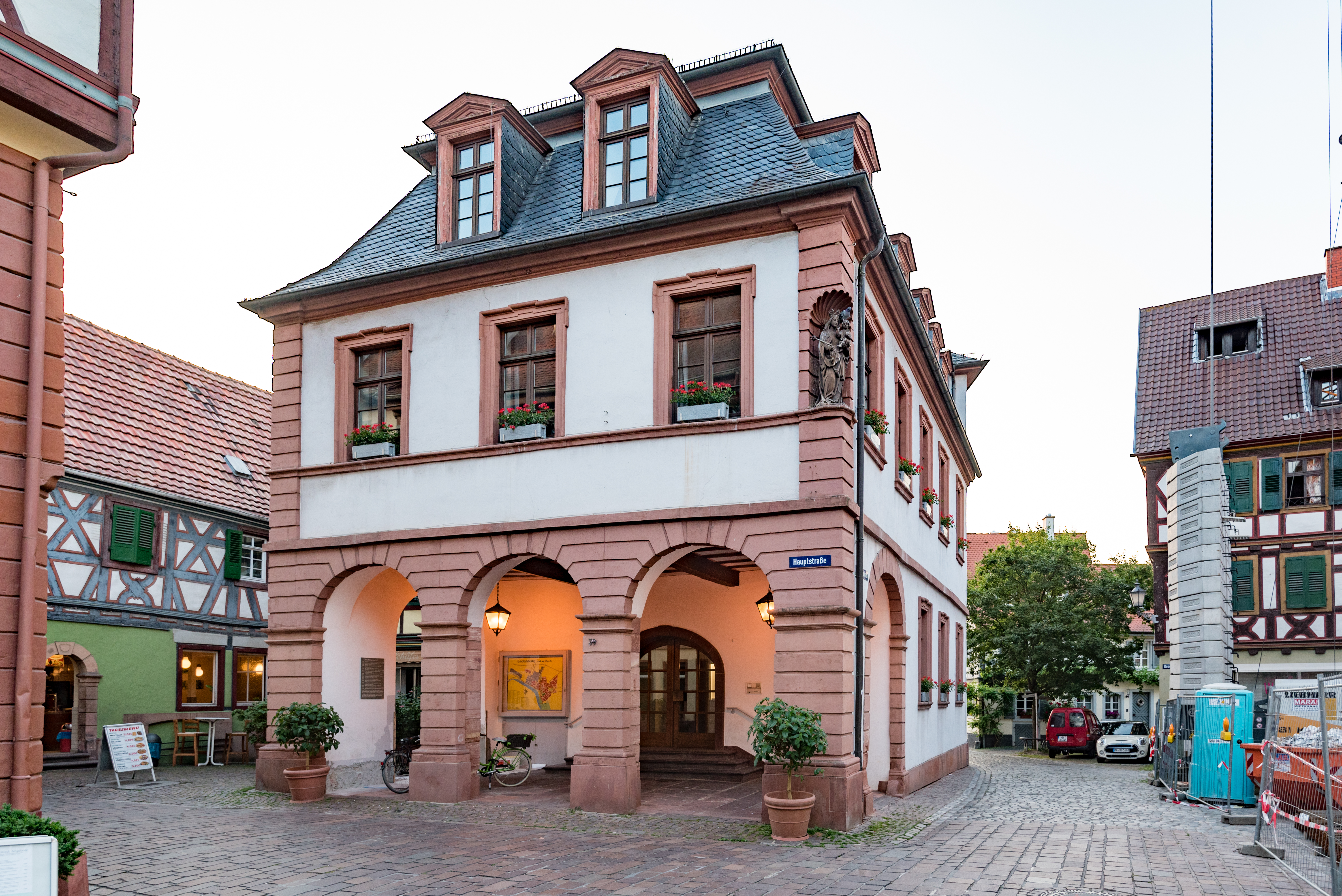
Altes Rathaus
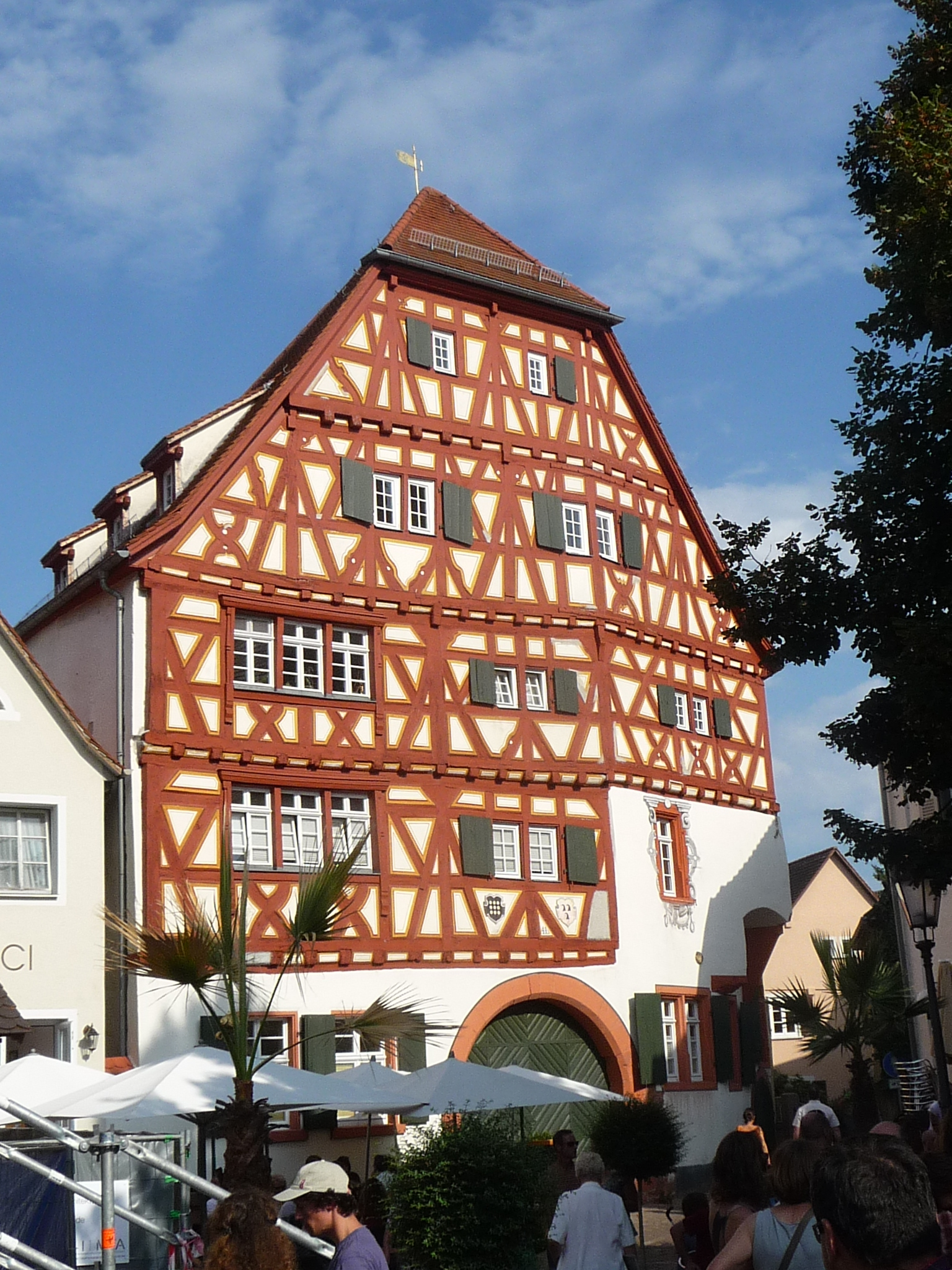
Neunhellerhaus
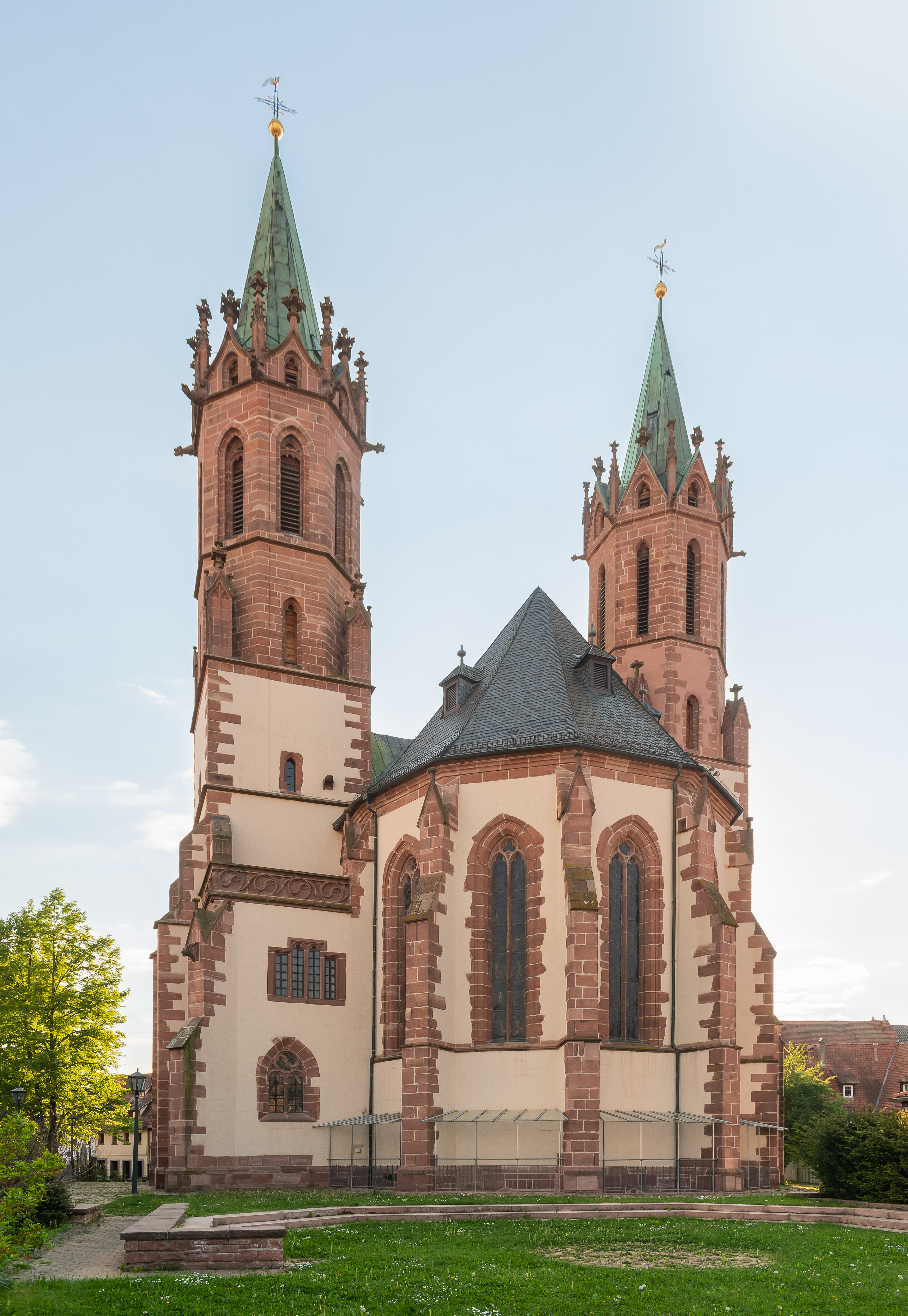
Pfarrkirche St. Gallus
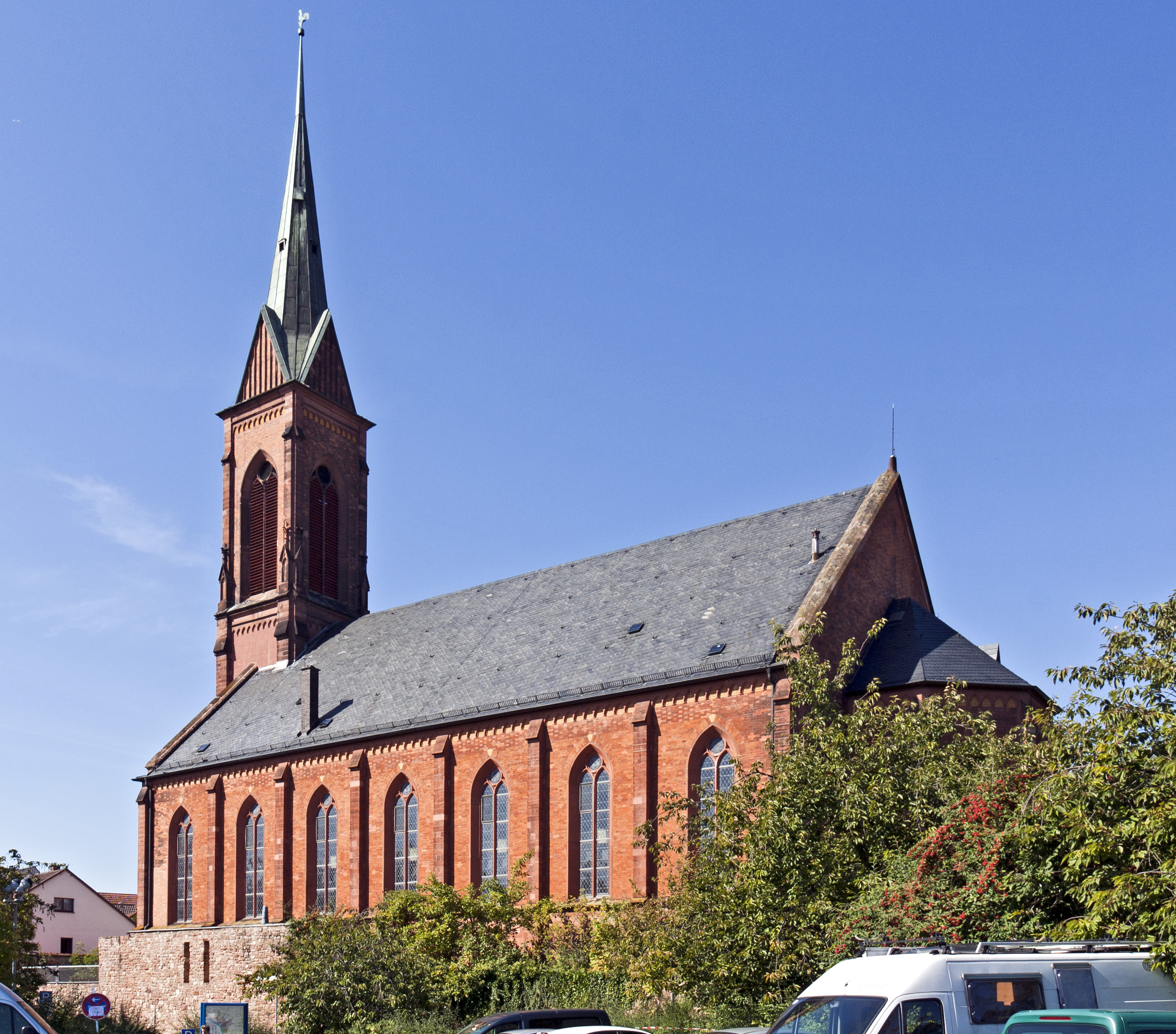
Evangelische Stadtkirche
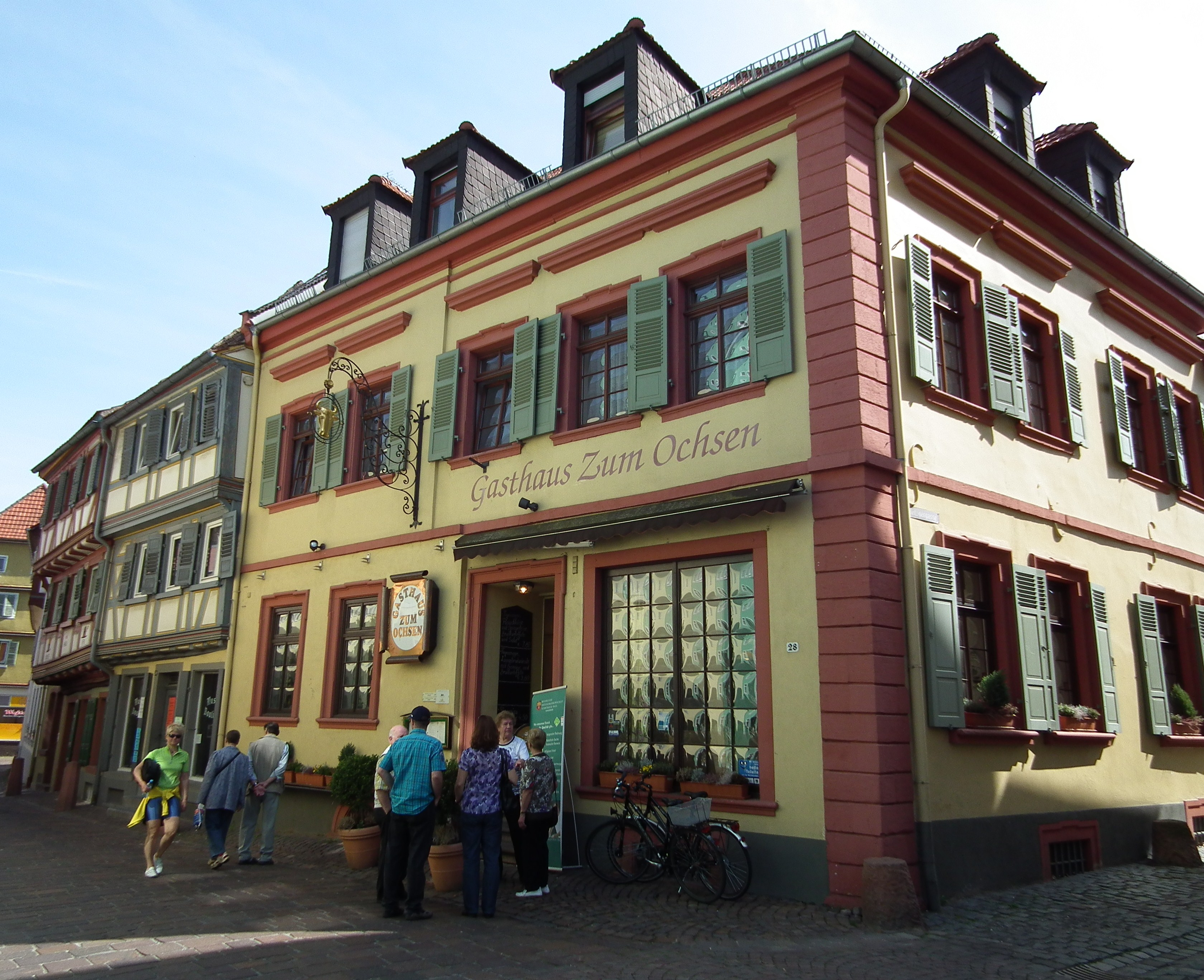
Gasthaus zum Ochsen
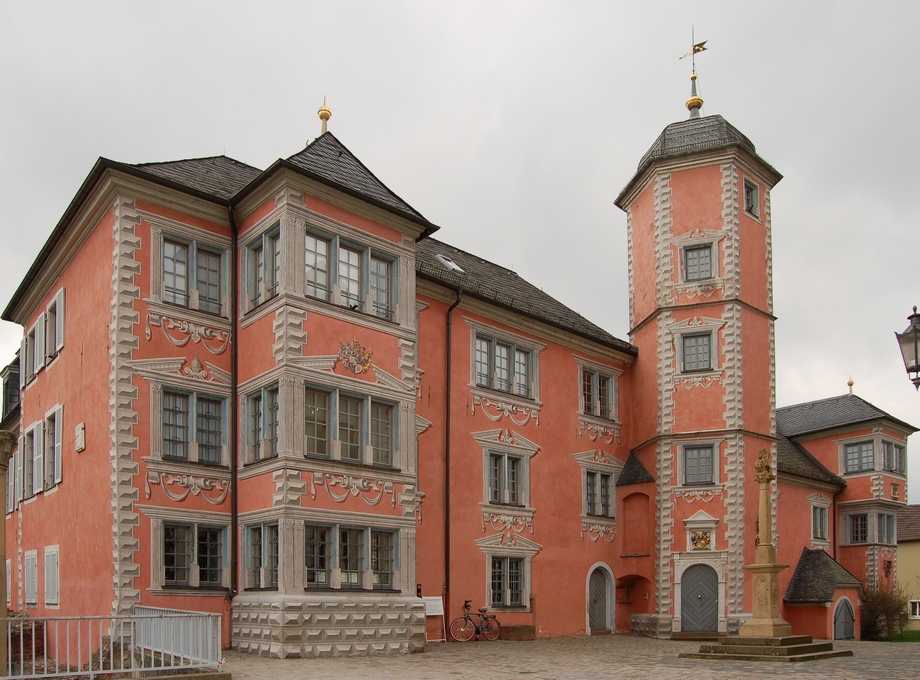
Bischofshof
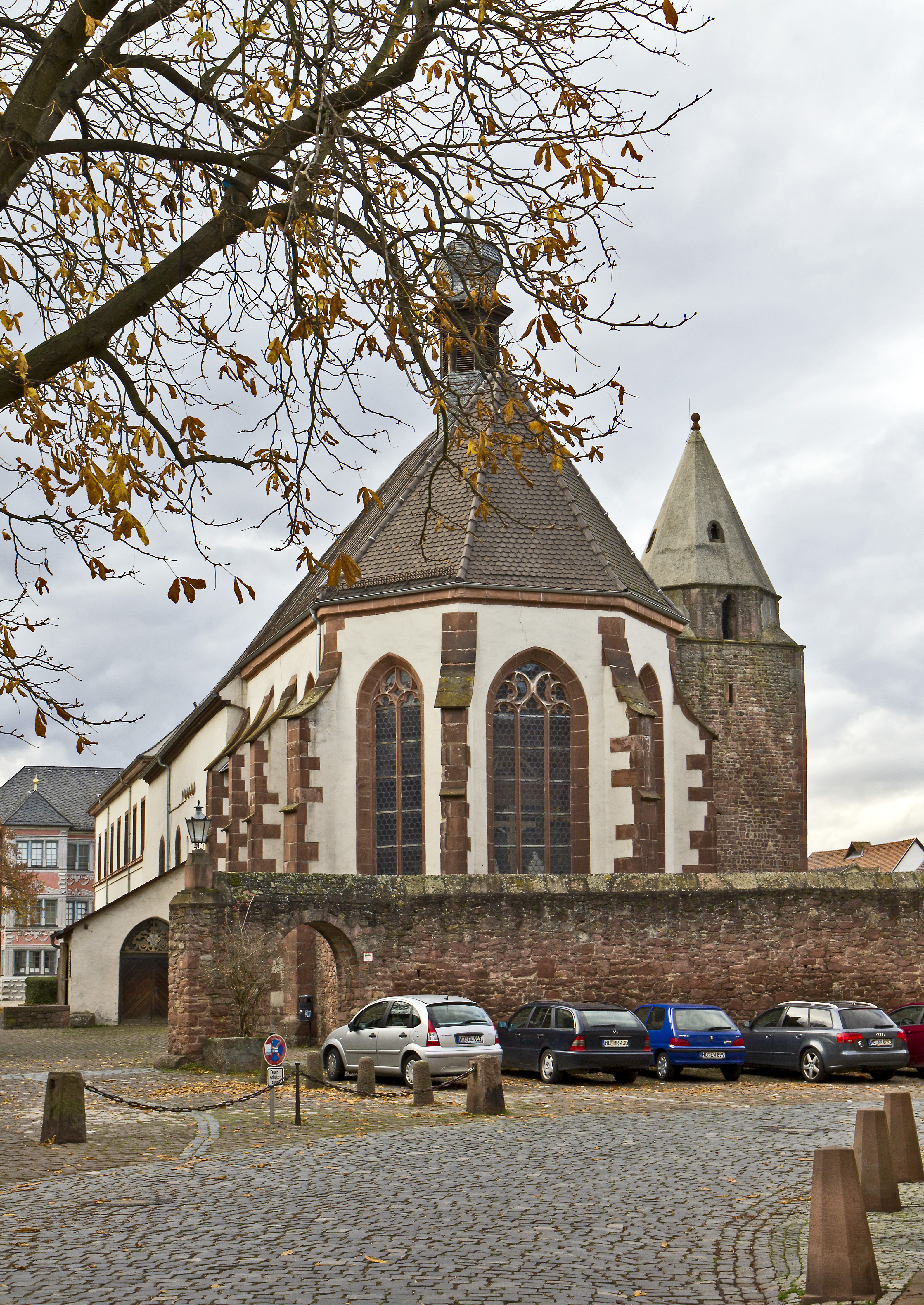
Sebastianskapelle